# Eosembia varians
Eosembia varians is een insectensoort uit de familie Oligotomidae, die tot de orde webspinners (Embioptera) behoort. De soort komt voor in China.
Eosembia varians is voor het eerst wetenschappelijk beschreven door Navás in 1922.